# پینزویل، میسوری
پینزویل (به انگلیسی: Paynesville) یک منطقهٔ مسکونی در ایالات متحده آمریکا است که در شهرستان پایک، میزوری واقع شده‌است.
 پینزویل ۰٫۶۸ کیلومتر مربع مساحت و ۷۷ نفر جمعیت دارد و ۱۶۳ متر بالاتر از سطح دریا واقع شده‌است.